# Room 104
Room 104 é uma série de televisão antológica criada pelos irmãos Jay e Mark Duplass. A série foi ao ar pelo canal HBO e estreou em 28 de julho de 2017. Em 24 de agosto de 2017, a série foi renovada para uma segunda temporada.
A segunda temporada estreou em 21 de Dezembro de 2018
Em 08 de fevereiro de 2019, HBO revelou que uma terceira temporada tinha sido filmado e que a rede estavam em negociações para uma quarta temporada. A terceira temporada estreou em 13 de setembro de 2019. As filmagens para a quarta temporada foi concluída até setembro 2019.
HBO revelou que a quarta temporada de Room 104 séria a última da série. A quarta temporada teve sua estreia em 25 de Julho de 2020 e o último episódio foi exibido em 10 de Outubro de 2020.

## Premissa
A série está definida em um único quarto de um hotel americano, explorando personagens que passam por ele em cada episódio. Cada episódio é um gênero diferente com alguns episódios de natureza mais cômica e alguns mais dramáticos e alguns com temas de terror e crime.

## Recepção
Room 104 recebeu críticas geralmente positivas dos críticos. No Metacritic, tem uma pontuação de 65 de 100 com base em 22 avaliações. No Rotten Tomatoes, tem uma classificação de aprovação de 85% com uma pontuação média de 6,75 de 10 com base em 33 críticas. O consenso crítico do site diz: "Room 104 usa sua estrutura de antologia para sua vantagem, contando uma série de histórias curtas e ecléticas que atingem suas marcas com mais frequência do que perdem."

## Episódios
| N.º | Título                    | Dirigido por            | Escrito por                                                               | Exibição original      | Audiência nos EUA (milhões) |
| --- | ------------------------- | ----------------------- | ------------------------------------------------------------------------- | ---------------------- | --------------------------- |
| 1 | "Ralphie"                 | Sarah Adina Smith       | Mark Duplass                                                              | 28 de julho de 2017    | 0.249                       |
| Meg (Melonie Diaz) é contratada por um homem (Ross Partridge) para cuidar do filho pré Ralph (Ethan Kent) por uma noite no quarto 104. Ela inicialmente se diverte quando Ralph a alerta que "Ralphie", um menino mau, está trancado no banheiro.                                                     |                           |                         |                                                                           |                        |                             |
| 2 | "Pizza Boy"               | Patrick Brice           | Mark Duplass                                                              | 4 de agosto de 2017    | 0.426                       |
| Um entregador de pizza (Clark Duke) se envolve nas fantasias de um casal (James Van Der Beek e Davie-Blue). |                           |                         |                                                                           |                        |                             |
| 3 | "The Knockandoo"          | Sarah Adina Smith       | Carson Mell                                                               | 11 de agosto de 2017   | 0.438                       |
| Uma mulher espiritualmente faminta (Sameerah Luqmaan-Harris) é visitada por um sacerdote de culto (Orlando Jones). O episódio também é estrelado por Tony Todd e Jenny Leonhardt. |                           |                         |                                                                           |                        |                             |
| 4 | "I Knew You Weren't Dead" | So Yong Kim             | Mark Duplass                                                              | 18 de agosto de 2017   | 0.305                       |
| Um visitante (Jay Duplass) procura o conselho marital de um velho amigo (Will Tranfo e Frank Ashmore). |                           |                         |                                                                           |                        |                             |
| 5 | "The Internet"            | Doug Emmett             | Mark Duplass                                                              | 25 de agosto de 2017   | 0.393                       |
| Em 1997, um homem (Karan Soni) tenta desesperadamente ensinar sua mãe (Poorna Jagannathan–nunca vista na tela), por telefone, como usar seu laptop para enviar uma cópia do romance que ele escreveu.                                                                                                 |                           |                         |                                                                           |                        |                             |
| 6 | "Voyeurs"                 | Dayna Hanson            | Dayna Hanson                                                              | 1 de setembro de 2017  | 0.240                       |
| Episódio sem diálogo, mas através da dança interpretativa. Uma criada e ex-garota de programa (Dendrie Taylor) se reconecta com seu eu mais novo (Sarah Hay). |                           |                         |                                                                           |                        |                             |
| 7 | "The Missionaries"        | Megan Griffiths         | Mark Duplass                                                              | 8 de setembro de 2017  | 0.366                       |
| Dois Mórmons (Adam Foster e Nat Wolff) testam sua fé e sua atração um para com o outro. |                           |                         |                                                                           |                        |                             |
| 8 | "Phoenix"                 | Ross Partridge          | História por : Xan Aranda and Ross Partridge Roteiro por : Ross Partridge | 15 de setembro de 2017 | 0.375                       |
| Em 1969, a única sobrevivente (Amy Landecker) de um acidente de avião contempla se deve voltar a sua vida antiga com seu marido e filhos, ou para começar de novo. Episódio também estrelado por Mae Whitman.                                                                                         |                           |                         |                                                                           |                        |                             |
| 9 | "Boris"                   | Chad Hartigan           | Ross Partridge                                                            | 22 de setembro de 2017 | 0.333                       |
| Um velho jogador de tênis croata alcoólatra (Konstantin Lavysh) forma um vínculo com uma faxineira (Veronica Falcon) quando revela as lembranças de seu passado torturado que cresce na Croácia devastada pela guerra no início dos anos 90, enquanto ela revela seu status de imigrante clandestino. |                           |                         |                                                                           |                        |                             |
| 10 | "Red Tent"                | Anna Boden & Ryan Fleck | Anna Boden & Ryan Fleck                                                   | 29 de setembro de 2017 | 0.343                       |
| Um jovem (Keir Gilchrist) que planeja detonar um explosivo em uma convenção política é interrompido por um reparador de ar condicionado (Hugo Armstrong) fazendo com que ele reconsidere seu plano.                                                                                                   |                           |                         |                                                                           |                        |                             |
| 11 | "The Fight"               | Megan Griffiths         | Mark Duplass                                                              | 6 de outubro de 2017   | 0.307                       |
| Duas lutadoras de MMA (Natalie Morgan e Keta Meggett) trabalham juntas para ganhar um pagamento maior para uma futura luta. |                           |                         |                                                                           |                        |                             |
| 12 | "My Love"                 | Marta Cunningham        | Mark Duplass                                                              | 13 de outubro de 2017  | 0.225                       |
| Um casal de idosos (Philip Baker Hall e Ellen Geer) reviveram sua primeira noite juntos. |                           |                         |                                                                           |                        |                             |